# Malleolanguria
Malleolanguria é um género de coleópteros da família Erotylidae.